# Station Rokietnica
Station Rokietnica is een spoorwegstation in de Poolse plaats Rokietnica.